# Het'manivka
Het'manivka  (ucraniano: Гетьманівка) es una localidad del Raión de Podilsk en el Óblast de Odesa de Ucrania. Según el censo de 2001, tiene una población de 407 habitantes.